# ネーカ・オンイェジェクウェ
ネーカ・オンイェジェクウェ（Nneka Onyejekwe、1989年8月18日 - ）は、ルーマニアの女子バレーボール選手。ポジションはミドルブロッカー。元ルーマニア代表。

## 来歴
2006年からルーマニア代表でプレーし、欧州選手権2011などに出場した。
ルーマニアのクラブチームを経て、2010年にスイスリーグの強豪VBC チューリッヒに移籍した。同チームではミドルブロッカーとしてレギュラーで活躍し、スイスリーグは3シーズンで優勝に大きく貢献した。2012-13シーズンは欧州チャンピオンズリーグに出場、2013年10月に世界クラブ選手権に出場し、4位となった。
2014年からフランスリーグの強豪RCカンヌに移籍した。同シーズンに所属していた江畑幸子とはチームメイトであった。

## 人物
- 父親はナイジェリア人[1]。
- 兄のチケ（英語版）はハンドボール選手。

## 受賞歴
- CSU Metal Galați（2007-2010年）
- VBC チューリッヒ（2010-2014年）
- RCカンヌ（2014-2015年）
- ドレスナーSC（2015-2016年）
- CSMヴォレイ・アルバ・ブラジ（2016-2019年）
- CSディナモ・ブカレスト（2019-2021年）
- CSO Voluntari 2005（2021-2023年）
- CSMヴォレイ・アルバ・ブラジ（2023-2024年）